# Anemone rupestris
Anemone rupestris là một loài thực vật có hoa trong họ Mao lương. Loài này được Wall. ex Hook.f. & Thomson mô tả khoa học đầu tiên năm 1855.